# Ethan Stiefel
Pour les articles homonymes, voir Stiefel.
Ethan Stiefel est un danseur classique américain né en 1973 en Pennsylvanie. Il est soliste à l'American Ballet Theatre (New York) depuis 1997 et a reçu de nombreux prix.

## Biographie
Né en 1973, à Tyrone, en Pennsylvanie, Ethan Stiefel est le fils unique d'un pasteur luthérien devenu gardien de prison à New York. Il commence le ballet à 8 ans à Madison (Wisconsin) à la Monona Academy of Dance après avoir regardé sa grande sœur qui prenait des cours de danse classique. Il a étudié 2 ans à la Milwaukee Ballet School et au Central Pennsylvania Youth Ballet avant d'emménager à New York où il est accepté à l'école de ballet du New York City Ballet (NYCB). À 16 ans, il entre dans le corps de ballet.
Après une saison à Zurich, Ethan Stiefel revient au NYCB, où il est promu soliste en 1993. Il devient premier soliste en 1995. Puis en 1997, il quitte le NYCB pour l'American Ballet Theater. Il prend sa retraite e danseur en 2012.
Son répertoire comporte à la fois des ballets classiques et contemporains.
En 2000, il apparaît dans le film Danse ta vie [Center Stage, titre américain] qui fut un gros succès. Huit ans plus tard, il reprend son rôle dans la suite Centre Stage 2: Turn it up.
En 2007, il fait une apparition dans la série télévisée Queer Eye et dans Gossip Girl.
En 2007 toujours, Ethan Stiefel rejoint pour une saison l'Australian Ballet dans le rôle de Basilio dans Don Quichotte.
En outre, Ethan participe à l'entraînement de jeunes danseurs et est directeur artistique du Ballet Pacifica (Irvine, Californie) depuis 2008.

## Vie personnelle
Il partage la vie de Gillian Murphy depuis de nombreuses années, elle aussi soliste à l'ABT.

## Récompenses
- Médaille d'argent au Prix de Lausanne en 1989
- Prix Princess Grace Foundation-USA 1991
- Nomination aux Benois de la danse en 1998 comme étoile montante du ballet